# Spegeln (film)
Spegeln (ryska: Зеркало Zerkalo) är en sovjetisk dramafilm från 1975 i regi av Andrej Tarkovskij, med Margarita Terechova och Ignat Daniltsev i huvudrollerna. Handlingen är löst självbiografisk och består av filmatiserade barndomsminnen, drömmar, intryck och enskilda scener med anknytning till regissörens liv. Den anknyter tematiskt till Tarkovskijs tre tidigare fullängdsfilmer men utgör en stilistisk brytpunkt i regissörens filmografi.

## Medverkande
- Margarita Terechova – Aleksejs mor/Natalja
- Innokentij Smoktunovskij – Aleksejs röst, berättaren
- Ignat Daniltsev – Aleksej, berättaren, som barn/Ignat, berättarens son
- Larisa Tarkovskaja – Aleksejs mor som en gammal kvinna
- Alla Demidova – Elizaveta "Lisa" Pavlovna, moderns väninna på tryckeriet
- Anatolij Solonitsyn – rättsläkaren, den förbipasserande mannen
- Nikolaj Grinko – Ivan Gavrilovitj, chefen för tryckeriet
- Jurij Nazarov – Sjirokov, militärinstruktören
- Oleg Jankovskij – Aleksandr, berättarens far
- Filip Jankovskij – Aleksej Asafev som femåring
- Tamara Ogorodnikova – barnsköterskan/grannen/främmande kvinna vid tebordet
- Larisa Tarkovskaja – Nadezjda, den förmögna kvinnan
- Jurij Sventikov – Jura

## Tillkomst
De första idéerna till filmen finns beskrivna i en artikel som Andrej Tarkovskij skrev 1964 om tillkomsten av Ivans barndom. Där utvecklar Tarkovskij idén om en film som handlar om minnen, där huvudpersonen skildras från ett inre perspektiv, och där filmen följer en logik som är mer förknippad med poesi än med handling och karaktärsutveckling. Filmens utgångspunkt blev några av regissörens barndomsminnen från andra världskriget samt en återkommande dröm han hade om sitt barndomshem. Manuset genomgick flera faser med olika titlar fram till inspelningen. Till en början handlade manuset ungefär lika mycket om regissörens far som om hans mor, men i den slutgiltiga versionen står modern i centrum. De tidiga versionerna innehöll material från en intervju som Tarkovskij gjorde med sin mor inför en dold kamera, men detta ströks sedan av både estetiska och etiska skäl. Tarkovskij visade en färdig manusversion för Mosfilm 1968 och försökte få den producerad, men fick nej och bestämde sig för att göra Solaris först. Manuset till Spegeln blev godkänt för inspelning hösten 1972.
Flera av regissörens släktingar medverkar i filmen: hans mor spelar sig själv som gammal, hans far läser upp några av sina egna dikter, och hans fru har en roll som en läkarhustru. Inspelningen skedde från 21 juli till september 1973 och från 2 november 1973 till 18 mars 1974.

## Mottagande
Filmen hade urpremiär 7 mars 1975. I Sovjetunionen blev den kritiserad på ideologisk grund. Flera kritiker menade att den var alltför elitistisk, på grund av det intrikata och okonventionella berättandet. Senare ryska kritiker har hyllat den för dess utpräglat ryska karaktär. I väst gav den inledningsvis upphov till en rad missförstånd, då många kritiker inte var insatta i den ryska samtidshistoria som filmen hänvisar till, samt missuppfattade vad i filmen som var självbiografiskt.
Den svenska premiären ägde rum 12 november 1979. Hans Erik Hjertén skrev i Dagens Nyheter: "Det har sagts att det är en svår film, och det är det på sätt och vis också. Den har inget innehåll som låter sig berättas utan vidare. ... Det är barndomens hemlighetsfulla värld som återkommer i filmen med en poetisk inlevelse som nästan tar andan ur en med sina tysta rum och sin susande grönska kring minnen och drömmar."